# V395 Большой Медведицы
V395 Большой Медведицы (лат. V395 Ursae Majoris) — двойная затменная переменная звезда типа W Большой Медведицы (EW) в созвездии Большой Медведицы на расстоянии приблизительно 1436 световых лет (около 440 парсеков) от Солнца. Видимая звёздная величина звезды — от +12,9m до +12,6m. Орбитальный период — около 0,3458 суток (8,2997 часов).